# Philosepedon africana
Philosepedon africana är en tvåvingeart som beskrevs av Wagner 1979. Philosepedon africana ingår i släktet Philosepedon och familjen fjärilsmyggor.
Artens utbredningsområde är Kongo. Inga underarter finns listade i Catalogue of Life.